# Вільям Александер Форбс
Вільям Александер Форбс (англ. William Alexander Forbes; 25 червня 1855 — 14 січня 1883) — британський зоолог.

## Біографія
Народився 1855 року у Глостерширі в родині шотландського інженера Джеймса Статса Форбса. Вивчав природничі науки в коледжі Сент-Джон в Кембриджі. Згодом викладав у коледжі Родса (відомий тоді як коледж Стюарта). У 1879 році його призначили прозектором Зоологічного товариства Лондона. Форбс читав лекції з порівняльної анатомії в медичній школі лікарні Чарінга Кросса. Написав важливі статті про м'язову будову та голосові органи птахів. 8 лютого 1878 року Форбса обрано секретарем Кембридзького природознавчого товариства.
У 1880 році Форбс здійснив експедицію у ліси Пернамбуку в Бразилії. У 1882 році вирушив в Західну Африку, щоб вивчити місцеву фауну, починаючи з гирла дельти річки Нігер. Наприкінці цього року захворів і помер 14 січня у селищі Шонга.

## Вшанування
На честь Форбса названо:
- вид трупіала Anumara forbesi (щетинкопер малий)
- вид хижих птахів Leptodon forbesi (шуляк білоголовий)
- вид сивкових птахів Charadrius forbesi (пісочник буроголовий).